# Туниев, Борис Сакоевич
Борис Сакоевич Туниев (род. 20 декабря 1956) — советский и российский герпетолог, ботаник, заслуженный эколог России, специалист по природе Кавказа. Автор более 600 научных работ, в том числе многих видовых очерков в Красной книге России, Краснодарского края, Республики Адыгея, Кабардино-балкарской республики, а также в Красной книге Южной Осетии.

## Биография
Родился 20 декабря 1956 (по записи в паспорте — 1 января 1957) в Сочи в семье заслуженного врача-педиатра Краснодарского края Сако Ивановича Туниева и старшей медсестры Сосик Степановны Туниевой (Аракелян). Воспитывался вместе с младшей сестрой Анжелой.
В 1974 г. поступил в Днепропетровский ордена Трудового Красного Знамени государственный университет им. 300-летия воссоединения
Украины с Россией (сейчас Днепровский национальный университет имени Олеся Гончара), который окончил с красным дипломом по специальности «Биология, преподаватель биологии и химии». С 1979 г. работал в Кавказском государственном биосферном заповеднике.
11 января 1983 г. у Б. С. Туниева родился сын, Сако Борисович Туниев, который с детства сопровождал его в экспедициях по Кавказскому заповеднику. Впоследствии Сако Туниев, как и его отец, стал зоологом, защитив в 2008 г. кандидатскую диссертацию. Вместе с отцом он описал несколько новых таксонов, например, подвид луговой ящерицы Darevskia praticola hyrcanica.
В 1987 г. досрочно окончил аспирантуру Зоологического института АН СССР, защитив кандидатскую диссертацию под руководством И. С. Даревского на тему «Герпетологическая фауна Кавказского заповедника». В 1995 г. защитил докторскую диссертацию на тему «Герпетофауна гор альпийской складчатости Кавказа и Средней Азии».
С 2005 г. заместитель директора по научной работе Сочинского национального парка.
С 2015 г. вице-президент Герпетологическое общество имени А. М. Никольского, а с 2018 г — его президент.
Член редколлегий журналов:
- Труды Зоологического института РАН;
- Современная герпетология;
- Nature Conservation Research. Заповедная наука;
- Ботанический вестник Северного Кавказа.

## Описанные таксоны

### Растения
- Ranunculus ingae-taniae Timukhin, Suvorov et Tuniyev, 2019

### Земноводные
- Bufo verrucosissimus circassicus Orlova et Tuniyev, 1989

### Пресмыкающиеся
- Testudo graeca nikolskii Chkhikvadze et Tuniyev, 1986
- Vipera darevskii Vedmederja, Orlov et Tuniyev, 1986
- Natrix megalocephala Orlov et Tuniyev, 1987
- Stellio erythrogaster nurgeldievi Tuniyev, Atayev et Shammakov, 1991
- Coluber atayevi Tuniyev et Shammakov, 1993
- Vipera lotievi Nilson, Tuniyev, Orlov, Hoggren et Andren, 1995
- Lacerta dryada Darevsky et Tuniyev, 1997
- Род Montivipera Nilson, Tuniyev, Andren, Orlov, Joger et Herrmann, 1999
- Vipera magnifica Tuniyev et Ostrovskikh, 2001
- Vipera orlovi Tuniyev et Ostrovskikh, 2001
- Lacerta agilis mzymtensis Tuniyev et Tuniyev, 2008
- Vipera altaica Tuniyev, Nilson etAndrén,2010
- Darevskia praticola hyrcanica Tuniyev, Doronin, Kidov et Tuniyev, 2011
- Pelias olguni Tuniyev, Avci, Tuniyev, Agasian et Agasian, 2012
- Darevskia praticola loriensis Tuniyev, Doronin, Tuniyev, Aghasyan, Kidov et Aghasyan, 2013
- Pelias shemakhensis Tuniyev, Orlov, Tuniyev et Kidov, 2013
- Pelias darevskii kumlutasi Tuniyev, Avci, Tuniyev, Ilgaz, Olgun, Petrova, Bodrov, Geniez et Teynié, 2018
- Pelias darevskii uzumorum Tuniyev, Avci, Tuniyev, Ilgaz, Olgun, Petrova, Bodrov, Geniez et Teynié, 2018
- Pelias sakoi Tuniyev, Avci, Tuniyev, Ilgaz, Olgun, Petrova, Bodrov, Geniez et Teynié, 2018
- Pelias shemakhensis kakhetiensis Tuniyev, Avci, Tuniyev, Ilgaz, Olgun, Petrova, Bodrov, Geniez et Teynié, 2018
- Darevskia aghasyani Tuniyev et Petrova, 2019
- Elaphe urartica Jablonski, Kukushkin,Avci, Bunyatova, Ilgaz, Tuniyev et Jandzik, 2019

## Таксоны, названные в его честь
- Acrotoma tunievi Suvorov, 2002
- Fritillaria tunievii Gabrielian, 2018
- Vipera tunievi (Ananjeva, Gabaev, Iremashvili, Lotiev et Petrova, 2021)
- Darevskia tunievi Arribas, Candan, Kurnaz, Kumlutas, Caynak et Ilgaz, 2022

## Основные труды
- Орлов Н. Л., Туниев Б. С. Современные ареалы, возможные пути их формирования и филогения трёх видов гадюк евро-сибирской группы комплекса Vipera kaznakowi на Кавказе // Труды Зоологического института АН СССР. — 1986. — Т. 157.
- Туниев Б. С., Орлов Н. Л., Ананьева Н. Б., Агасян А. Л. Змеи Кавказа: таксономическое разнообразие, распространение, охрана. — СПб.-М: Товарищество научных изданий КМК, 2009. — 223 с. — ISBN 978-5-87317-594-9.
- Tuniyev B. S., Orlov N. L., Ananjeva N. B., Aghasyan A. L. Snakes of the Caucasus: taxonomic diversity, distribution, conservation. — St. Petersburg, Moscow: KMK Scientific Press, 2019. — 276 с. — ISBN 978-5-907213-40-1.

### Видовые очерки в Красной книге России
- Туниев Б. С. Тритон Ланца // Красная книга Российской Федерации, том "Животные". — 2-е издание. — М.: ФГБУ «ВНИИ Экология», 2021. — С. 410–411. — 1128 с. — ISBN 978-5-6047425-0-1.
- Туниев Б. С. Малоазиатский тритон // Красная книга Российской Федерации, том "Животные". — 2-е издание. — М.: ФГБУ «ВНИИ Экология», 2021. — С. 412–413. — 1128 с. — ISBN 978-5-6047425-0-1.
- Туниев Б. С. Тритон Карелина // Красная книга Российской Федерации, том "Животные". — 2-е издание. — М.: ФГБУ «ВНИИ Экология», 2021. — С. 414–416. — 1128 с. — ISBN 978-5-6047425-0-1.
- Туниев Б. С. Кавказская крестовка // Красная книга Российской Федерации, том "Животные". — 2-е издание. — М.: ФГБУ «ВНИИ Экология», 2021. — С. 418–419. — 1128 с. — ISBN 978-5-6047425-0-1.
- Туниев Б. С. Колхидская жаба // Красная книга Российской Федерации, том "Животные". — 2-е издание. — М.: ФГБУ «ВНИИ Экология», 2021. — С. 420–421. — 1128 с. — ISBN 978-5-6047425-0-1.
- Туниев Б. С. Колхидская болотная черепаха // Красная книга Российской Федерации, том "Животные". — 2-е издание. — М.: ФГБУ «ВНИИ Экология», 2021. — С. 428–429. — 1128 с. — ISBN 978-5-6047425-0-1.
- Туниев Б. С. Средиземноморская черепаха Никольского // Красная книга Российской Федерации, том "Животные". — 2-е издание. — М.: ФГБУ «ВНИИ Экология», 2021. — С. 429–430. — 1128 с. — ISBN 978-5-6047425-0-1.
- Туниев Б. С., Кукушкин О. В. Желтопузик // Красная книга Российской Федерации, том "Животные". — 2-е издание. — М.: ФГБУ «ВНИИ Экология», 2021. — С. 441–443. — 1128 с. — ISBN 978-5-6047425-0-1.
- Туниев Б. С., Доронин И. В. Ящерица Щербака // Красная книга Российской Федерации, том "Животные". — 2-е издание. — М.: ФГБУ «ВНИИ Экология», 2021. — С. 447–448. — 1128 с. — ISBN 978-5-6047425-0-1.
- Туниев Б. С., Кукушкин О. В. Западная разноцветная ящурка // Красная книга Российской Федерации, том "Животные". — 2-е издание. — М.: ФГБУ «ВНИИ Экология», 2021. — С. 449–451. — 1128 с. — ISBN 978-5-6047425-0-1.
- Туниев Б. С. Грузинская прыткая ящерица // Красная книга Российской Федерации, том "Животные". — 2-е издание. — М.: ФГБУ «ВНИИ Экология», 2021. — С. 455–456. — 1128 с. — ISBN 978-5-6047425-0-1.
- Туниев Б. С. Мзымтинская прыткая ящерица // Красная книга Российской Федерации, том "Животные". — 2-е издание. — М.: ФГБУ «ВНИИ Экология», 2021. — С. 456–457. — 1128 с. — ISBN 978-5-6047425-0-1.
- Туниев Б. С. Средняя ящерица // Красная книга Российской Федерации, том "Животные". — 2-е издание. — М.: ФГБУ «ВНИИ Экология», 2021. — С. 457–458. — 1128 с. — ISBN 978-5-6047425-0-1.
- Туниев Б. С., Мазанаева Л. Ф., Кукушкин О. В. Палласов полоз // Красная книга Российской Федерации, том "Животные". — 2-е издание. — М.: ФГБУ «ВНИИ Экология», 2021. — С. 468–469. — 1128 с. — ISBN 978-5-6047425-0-1.
- Туниев Б. С. Каспийский полоз // Красная книга Российской Федерации, том "Животные". — 2-е издание. — М.: ФГБУ «ВНИИ Экология», 2021. — С. 470–471. — 1128 с. — ISBN 978-5-6047425-0-1.
- Туниев Б. С. Колхидский уж // Красная книга Российской Федерации, том "Животные". — 2-е издание. — М.: ФГБУ «ВНИИ Экология», 2021. — С. 471–472. — 1128 с. — ISBN 978-5-6047425-0-1.
- Туниев Б. С. Оливковый полоз // Красная книга Российской Федерации, том "Животные". — 2-е издание. — М.: ФГБУ «ВНИИ Экология», 2021. — С. 474–475. — 1128 с. — ISBN 978-5-6047425-0-1.
- Мазанаева Л. Ф., Туниев Б. С. Закавказский полоз // Красная книга Российской Федерации, том "Животные". — 2-е издание. — М.: ФГБУ «ВНИИ Экология», 2021. — С. 476–477. — 1128 с. — ISBN 978-5-6047425-0-1.
- Туниев Б. С. Эскулапов полоз // Красная книга Российской Федерации, том "Животные". — 2-е издание. — М.: ФГБУ «ВНИИ Экология», 2021. — С. 477–478. — 1128 с. — ISBN 978-5-6047425-0-1.
- Туниев Б. С. Гадюка Динника // Красная книга Российской Федерации, том "Животные". — 2-е издание. — М.: ФГБУ «ВНИИ Экология», 2021. — С. 484–485. — 1128 с. — ISBN 978-5-6047425-0-1.
- Туниев Б. С. Кавказская гадюка // Красная книга Российской Федерации, том "Животные". — 2-е издание. — М.: ФГБУ «ВНИИ Экология», 2021. — С. 486–487. — 1128 с. — ISBN 978-5-6047425-0-1.
- Туниев Б. С. Реликтовая гадюка // Красная книга Российской Федерации, том "Животные". — 2-е издание. — М.: ФГБУ «ВНИИ Экология», 2021. — С. 487–488. — 1128 с. — ISBN 978-5-6047425-0-1.
- Туниев Б. С. Гадюка Орлова // Красная книга Российской Федерации, том "Животные". — 2-е издание. — М.: ФГБУ «ВНИИ Экология», 2021. — С. 488–489. — 1128 с. — ISBN 978-5-6047425-0-1.
- Туниев Б. С., Кукушкин О. В. Восточная степная гадюка // Красная книга Российской Федерации, том "Животные". — 2-е издание. — М.: ФГБУ «ВНИИ Экология», 2021. — С. 490–492. — 1128 с. — ISBN 978-5-6047425-0-1.